# Deutschamerikaner

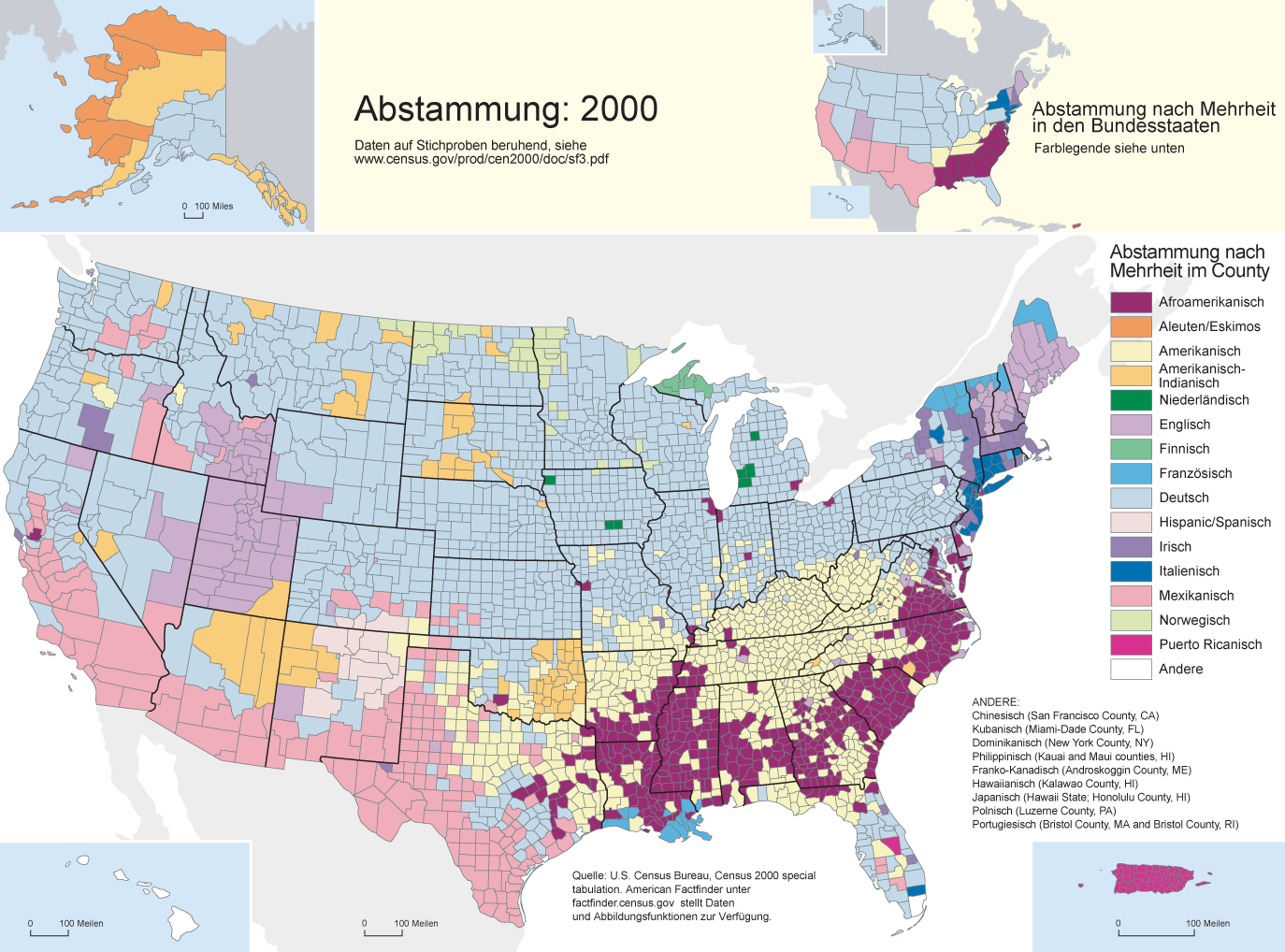
Hellblau die Bundesstaaten und Countys mit überwiegend deutschstämmiger Bevölkerung. Erhebung/Stand: Jahr 2000. (Quelle:United States Census Bureau)

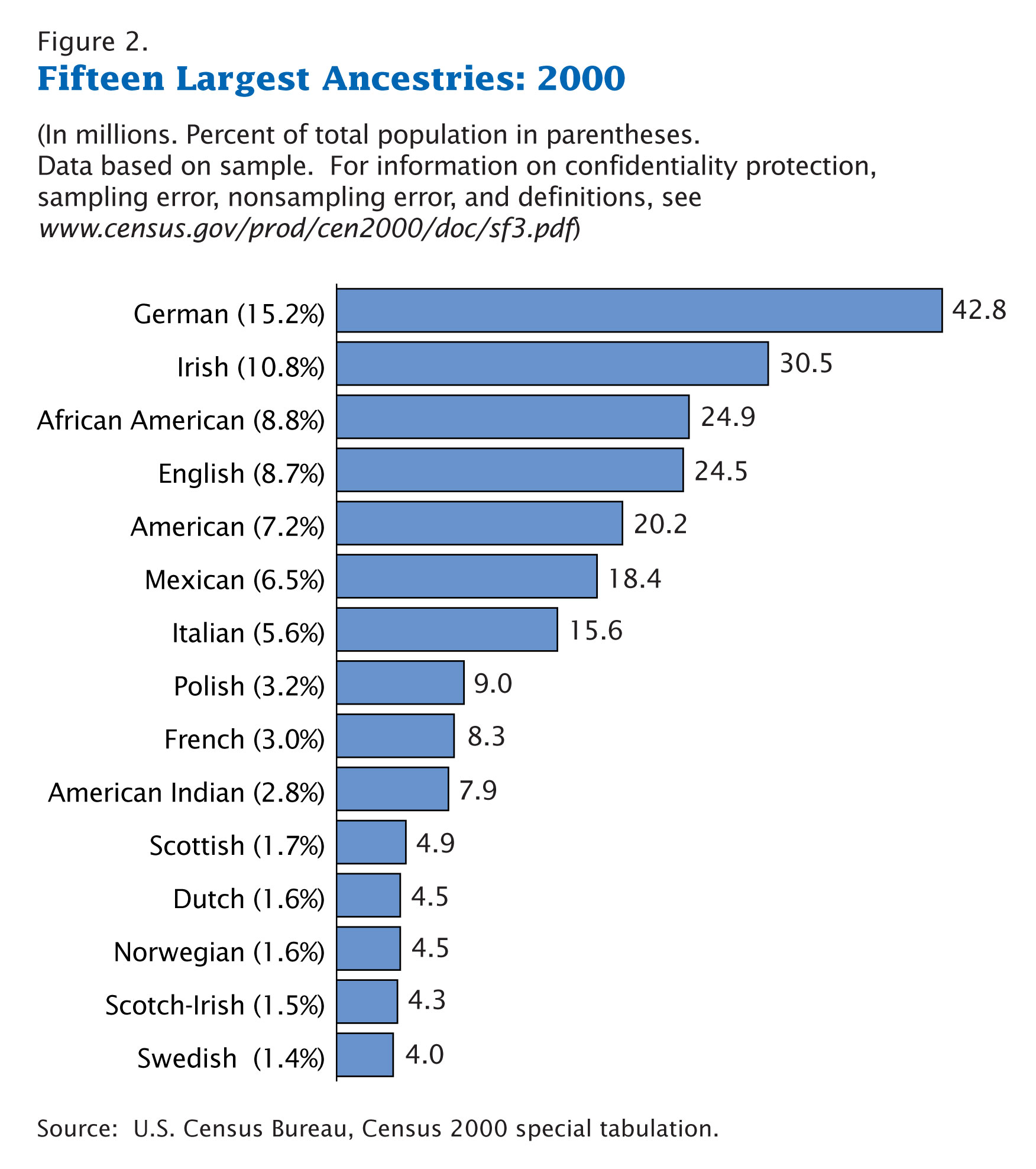
Häufigste Herkunft lt. Volkszählung 2000

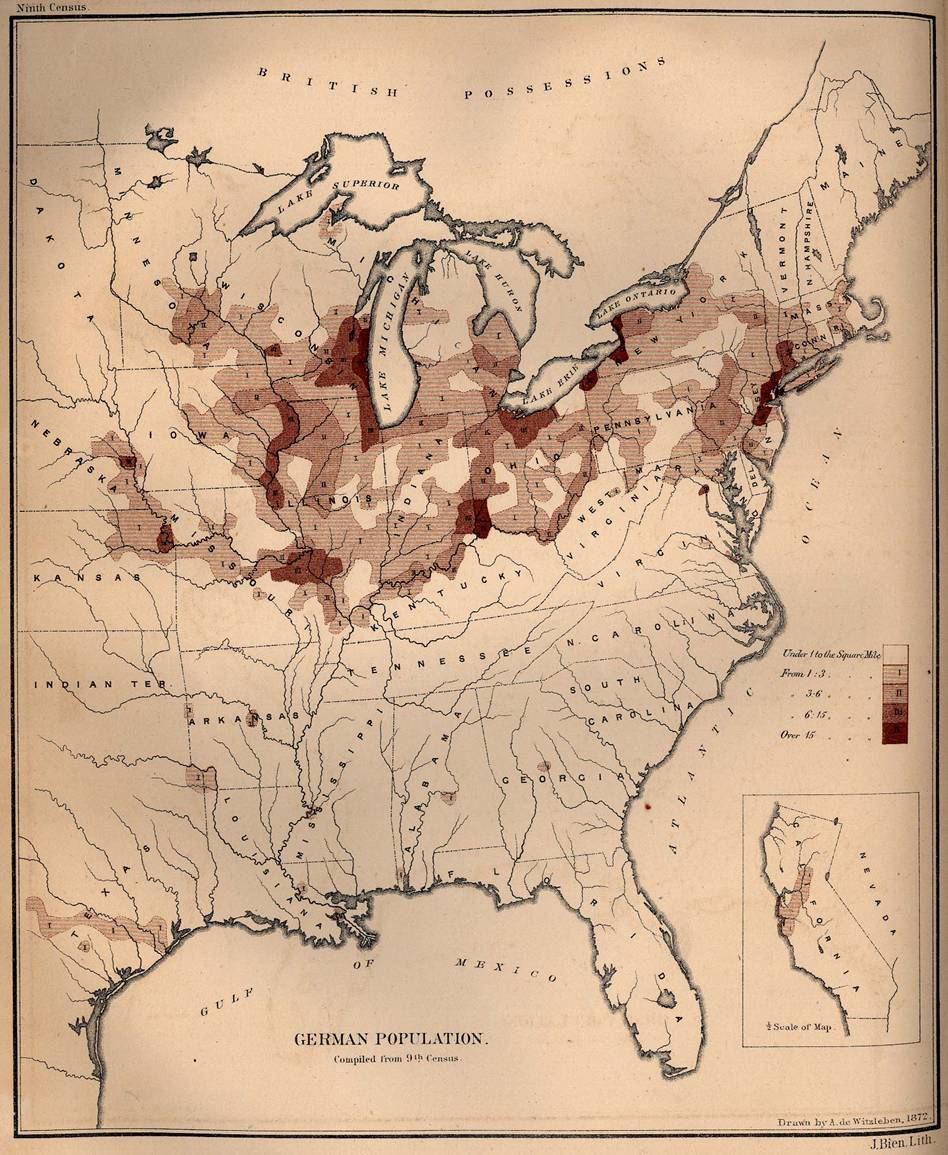
Deutsche Bevölkerungsdichte in den Vereinigten Staaten, 1872

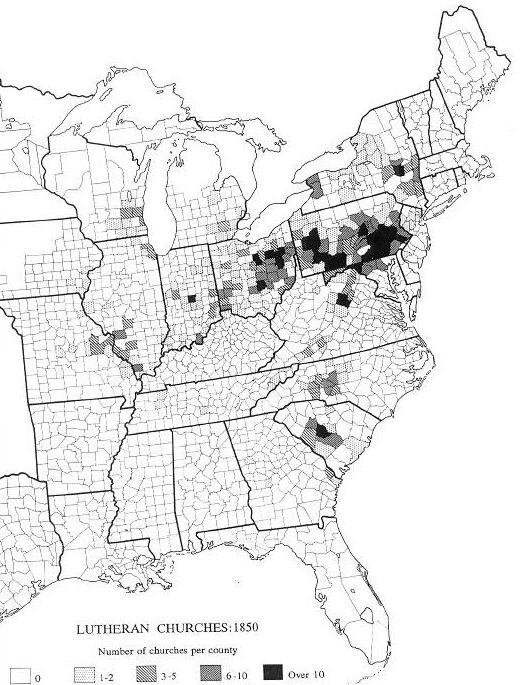
Diese Zensus-Karte von 1850 zeigt die lutherische Bevölkerung, welche damals fast ausschließlich aus Deutschen bestand

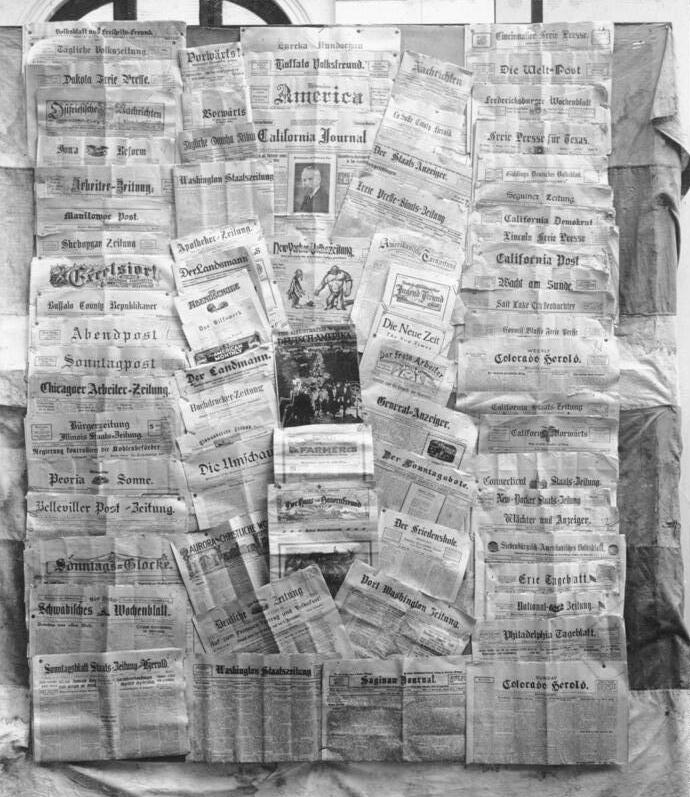
Deutsche Zeitungen in Nordamerika, 1922

Als Deutschamerikaner (englisch German Americans) werden Bürger der Vereinigten Staaten bezeichnet, die selbst oder deren Vorfahren aus Deutschland oder als Angehörige deutschsprachiger Minderheiten außerhalb Deutschlands in die Vereinigten Staaten von Amerika eingewandert sind. Über 40 Millionen US-Bürger gaben in einer 2022 durchgeführten American Community Survey „German“ (deutsch) als ihre Hauptabstammung an. Das entspricht etwa 12 % der US-amerikanischen Bevölkerung.

## Geschichte
Das Hauptziel der frühen deutschen Einwanderung war Pennsylvania. Dort wurde 1683 die Siedlung Germantown von dem Gelehrten Franz Daniel Pastorius gegründet, der hier 1683 gemeinsam mit 13 Familien – Quäkern und Mennoniten – aus dem Krefelder Raum eintraf. Obwohl Pastorius die Siedlung als Germantown („Deutschstadt“) gründete, war laut Angaben der Stadt Krefeld der größte Teil der 13 ursprünglichen ausgewanderten Quäker- und Mennonitenfamilien niederländischer und Schweizer Herkunft, die zuvor vom Theologen Pastorius mit dem Versprechen der Religionsfreiheit für die Überfahrt in das von William Penn gegründete Pennsylvania geworben wurden. Die Schweizer und Niederländer waren, bevor sie nach Amerika auswanderten, nach dem heutigen Deutschland umgesiedelt wegen religiöser Verfolgung des mennonitischen Glaubens in der Schweiz und den Niederlanden. Die Schweizer Mennoniten waren vor ihrer Auswanderung in Kriegsheim, Rheinland-Pfalz wohnhaft, wohingegen die größere Gruppe Niederländer aus Krefeld auswanderte. Zwischen 1683 und 1709 stellten Niederländischsprachige die Bevölkerungsmehrheit Germantowns, danach wurden die Ureinwohner schnell von späteren und größeren deutschen Emigrationswellen assimiliert.
1775 bestand ein Drittel der Bevölkerung Pennsylvanias aus deutschstämmigen Bewohnern. Sie waren überwiegend Lutheraner, Reformierte, Amische, Mennoniten und Anhänger anderer protestantischer Glaubensrichtungen. Die Deutschamerikaner in Pennsylvania entwickelten eine eigene Sprachform auf der Basis pfälzischer Dialekte, das Pennsylvania Dutch, das vereinzelt bis heute gesprochen wird. Andere bedeutende deutsche Siedlungen gab es zur Kolonialzeit in Nordamerika in New York City und Virginia.
Viele Deutsche in Pennsylvania verweigerten ihren Kindern den Besuch englischsprachiger Schulen. Ab Mitte der 1750er Jahre reagierten Verwaltung und Kirche in Pennsylvania immer stärker auf diese Tendenz zur Integrationsverweigerung. Sie forderten Zwangsehen und ein Verbot der deutschsprachigen Presse und der deutschen Sprache in der Öffentlichkeit, was von Benjamin Franklin als überzogen kritisiert wurde.
1816 gab es vor allem in Süddeutschland und der Schweiz wegen einer Abkühlung des Klimas nach dem Jahr ohne Sommer eine Hungersnot, die eine Auswanderungswelle nach sich zog. Eine weitere große Auswanderungsgruppe kam aus Ostfriesland. Die größte deutsche Einwanderungswelle gab es zwischen 1848 und dem Ersten Weltkrieg, als über sechs Millionen Deutsche in die Vereinigten Staaten einwanderten. Die meisten davon kamen
- aus ökonomischen Gründen,
- wegen Missernten und katastrophaler Überschwemmungen,
- wegen des Bevölkerungswachstums in Deutschland, Österreich und der Schweiz,
- wegen ihres Glaubens oder – wie die Forty-Eighters – aufgrund ihres politischen Engagements oder
- um dem Wehrdienst zu entgehen.

Die deutschen Einwanderer von 1848/49 wurden in vielen Regionen nicht diskriminiert – anders als ihre Vorgänger in Pennsylvania und die meisten Nichteuropäer (wie die mexikanischen und chinesischen Einwanderer). In Texas zum Beispiel wurden sie aufgrund ihrer landwirtschaftlichen Techniken und ihres Fleißes akzeptiert (siehe auch Latin Settlement). So fügten sich die deutschen Immigranten immer stärker in die junge amerikanische Gesellschaft ein und gelangten in vielen Fällen zu ähnlichem wirtschaftlichen, politischen, gesellschaftlichen und kulturellen Einfluss wie die britischen Einwanderer.
Allerdings setzten sie anders als angloamerikanische Farmer auf ihren Baumwollfeldern meist nur freie Arbeitskräfte ein, was ihnen von konservativer Seite nicht nur Sympathie einbrachte. So gab es immer wieder antideutsche (wie auch antiirische) Pogrome, so auf dem Gipfel einer erneuten massiven Einwanderungswelle am 6. August 1855 in Louisville (Kentucky) mit 22 Toten. Viele dieser Unruhen hatten auch religiöse Ursachen. So verstießen die Deutschen oft gegen das sonntägliche Alkoholverbot. Der Zorn der Puritaner richtete sich dabei immer stärker auf die katholischen Einwanderer aus Süddeutschland, die sich weigerten, die King-James-Bibel zu benutzen, sowie auf katholische Migranten aus Österreich, Italien und Irland und auf die Hispanics.
In den 1890er Jahren wechselte das Diskriminierungsmuster: Nun wurden Deutschsprachige als Einwanderergruppe zum Beispiel gegenüber Polen aus Preußen oder Tschechen und Juden aus dem Habsburgerreich offenbar systematisch bevorzugt, was sich in Forderungen der Restriktionisten nach Sprachtests äußerte, in denen jeder ein paar Sätze in der Amtssprache seines Heimatlandes beherrschen musste.
Während des Ersten Weltkriegs wurden Deutschamerikaner verdächtigt, mit den Mittelmächten zu sympathisieren. In manchen Gegenden kam es 1917/18 zum Verbot des Deutschunterrichts und zur Verbrennung deutschsprachiger Schulbücher. Viele Deutschamerikaner reagierten auf diesen Druck mit einer demonstrativen Anpassung an den englischen kulturellen „Mainstream“.
Ein weiterer deutschamerikanischer Migrationsschub erfolgte nach der Machtergreifung der Nationalsozialisten ab 1933. Viele Akademiker verließen das Deutsche Reich, weil sie dort nicht mehr arbeiten konnten (etwa wegen Berufsverboten für Kommunisten und des sogenannten  Gesetzes zur Wiederherstellung des Berufsbeamtentums) oder weil sie aufgrund ihrer jüdischer Abstammung diskriminiert wurden. So suchten viele Deutsche Zuflucht in den USA, weil ihr Leben im Hitlerdeutschland akut bedroht war.
Während des Zweiten Weltkriegs wurden Tausende in den Vereinigten Staaten lebende Deutsche interniert. Nach Kriegsende schickten viele Deutschamerikaner aus Solidarität CARE-Pakete ins verwüstete Deutschland.
Noch heute übersiedeln viele Deutsche in die USA. An die Stelle der Armutsmigration und der Flucht vor Verfolgung ist inzwischen eine Arbeitsmigration insbesondere von Wissenschaftlern getreten, die in den Staaten günstigere Karriere-, Arbeits- und Forschungsbedingungen suchen, als sie sie im deutschen Sprachraum vorfinden. Auch die Unterscheidung von Auswanderung und einem temporären Arbeitsaufenthalt im Ausland ist fließend geworden.

## Kulturelles Erbe
US-Bürger mit deutschsprachiger Abstammung bilden seit Bestehen der USA die größte Bevölkerungsgruppe; sie haben entscheidend zur Herausbildung einer amerikanischen Kultur beigetragen.
Baron von Steuben, ein ehemaliger preußischer Offizier, hat den Aufbau der amerikanischen Armee im Amerikanischen Unabhängigkeitskrieg geleitet und dadurch den Sieg über die britischen Truppen möglich gemacht.
Während der nationalsozialistischen Herrschaft immigrierten zahlreiche deutsche, vor allem jüdische Wissenschaftler und Intellektuelle in die Vereinigten Staaten, darunter Albert Einstein, Theodor Adorno und Thomas Mann (siehe Liste bekannter deutscher USA-Emigranten). Nach dem Zweiten Weltkrieg wurden Wernher von Braun und die meisten Ingenieure der Heeresversuchsanstalt Peenemünde im Rahmen der Operation Overcast in die Vereinigten Staaten gebracht, wo sie am amerikanischen Raketenprogramm mitarbeiteten und später US-Bürger wurden.
Auf dem Einfluss der deutschen Küche beruhen verbreitete Gerichte wie Frankfurter, Hamburger, Bratwurst und Strudel. Auch die Renaissance der Mikrobrauereien ist von deutschen Brauern geprägt. Eine weitere deutschamerikanische Spezialität sind Brezeln, die in den USA erstmals Julius Sturgis (Lititz, Pennsylvania, 1861) auf den Markt brachte.
Ohio ist bekannt für das deutschamerikanische Festival Zinzinnati, und in New York City, Philadelphia und anderen Städten findet jedes Jahr die Steubenparade, ein Umzug von Deutschamerikanern, statt. Außerdem finden im ganzen Land deutschamerikanische Festivals und Octoberfests statt. Zehntausende amerikanischer Touristen reisen jedes Jahr nach Deutschland, um das Land ihrer Vorfahren zu entdecken.
Nach der Volkszählung im Jahr 2000 verwendeten 1.382.610 Menschen Deutsch als Muttersprache; zählt man die Sprecher der deutschen Dialekte, des Pennsylvania Dutch und des Luxemburgischen dazu, belief sich die Zahl auf 1.467.184 Sprecher. Von diesen waren 11,9 % zwischen 5 und 17 Jahre alt, 64,9 % zwischen 18 und 64 und 23,2 % älter als 65 Jahre.

## Deutsche Städtenamen in den Vereinigten Staaten

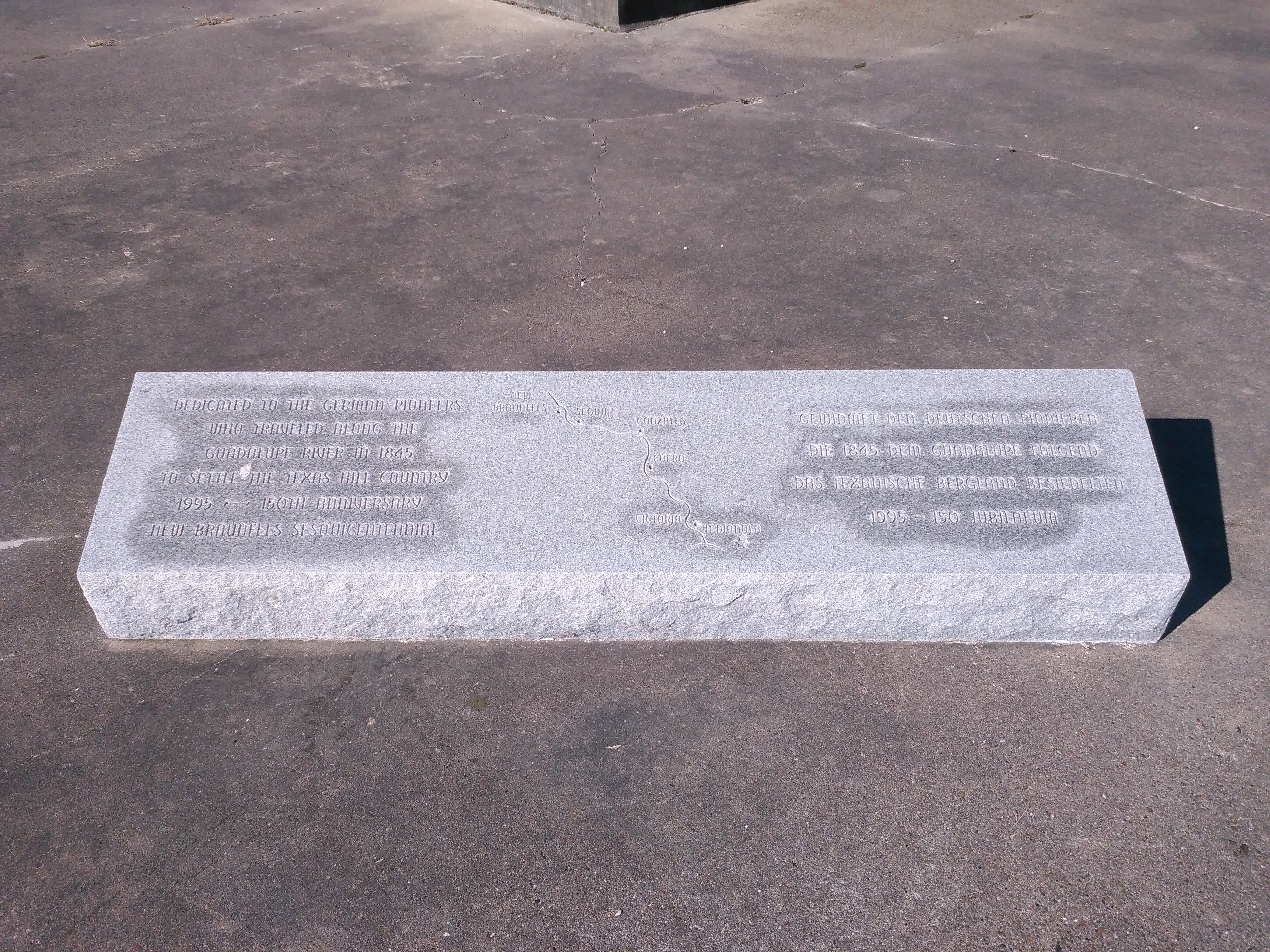
Gedenkstein in Indianola (Texas), zur Erinnerung an die Besiedelung des Texas Hill Country durch deutsche Einwanderer

In den meisten US-Bundesstaaten gibt es Stadtgründungen durch Deutsche und Städte mit deutschen Namen, beispielsweise New Offenburg (Illinois) Cologne (Minnesota), Hamburg (New York), Munich (North Dakota), Stuttgart (Arkansas), Augsburg (Arkansas), Bismarck (North Dakota), New Braunfels (Texas), Minden (Nebraska), Schaumburg (Illinois), New Berlin (Illinois), Flensburg (Minnesota), Frankenmuth (Michigan), Fredericksburg (Texas), Dresden (Ohio), New Berlin (Wisconsin), Kiel (Wisconsin), New Holstein (Wisconsin), Hanover (Pennsylvania), Berlin (New Hampshire), Hanover (New Hampshire), Paderborn (Illinois), Karlsruhe (North Dakota), New Leipzig (North Dakota), New Ulm (Minnesota), Meppen (Illinois), New Trier (Minnesota), Bremen (Georgia), Weimar (Texas), Jena (Louisiana), Bingen (Washington) oder Anaheim (Kalifornien).
Von österreichischen Einwanderern wurden zahlreiche Viennas gegründet, etwa Vienna (Georgia), Vienna (Virginia) oder auch Wien (Wisconsin). New Bern oder Bern (Kansas) sind Beispiele für schweizerische Wurzeln.

## Einrichtungen für Deutschamerikaner

### Vereine
Zahlreiche Gesellschaften und Vereine pflegen das kulturelle Erbe:
- Als Dachverband fungiert die 1977 in Philadelphia gegründete German-American Heritage Foundation.
- Die älteste und wahrscheinlich auch aktivste Gesellschaft ist die 1764 gegründete German Society of Pennsylvania in Philadelphia.
- The German Society of Maryland mit Sitz in Baltimore wurde 1900 gegründet.
- Die Deutsche Gesellschaft der Stadt New York widmet sich in erster Linie der Unterstützung von in New York lebenden Deutschen.

### Bildungseinrichtungen
- Institute for German-American Relations – Das Institut ist ein Informations- und Diskussionszentrum über deutsch-amerikanische Beziehungen und stellt Schulen Unterrichtsmaterial bereit.
- Deutsch-Amerikana-Sammlung an der Universität Cincinnati
- American Association of Teachers of German, Inc.
- German-American-Heritage-Museum in Washington, D.C.

## Kulturelle Verarbeitung
- Johannes Gillhoff: Jürnjakob Swehn der Amerikafahrer. Evangelische Buchgemeinde, Stuttgart 1917. Nachdruck: BS, Rostock 2006, ISBN 3-89954-219-3.